# Zenodorus marginatus
Zenodorus marginatus es una especie de araña saltarina del género Zenodorus, familia Salticidae. Fue descrita científicamente por Simon en 1902.
Habita en Australia (Queensland).